# Ultimate
Az Ultimate (régebbi nevén „ultimate frisbee”– mivel a „Frisbee“ kifejezést az Egyesült Államokbeli Wham-O cég levédette, így azt a sportág nevében sem lehet használni) egy gyors, intenzív, mégis rendkívül sportszerű csapatsport, amit egy repülő koronggal (frizbivel) játszanak. Különlegessége, hogy bíró nélkül zajlik, mégis a „Spirit of the Game”, vagyis a játék szelleme biztosítja a tisztességes játékot.

## Jellemzői

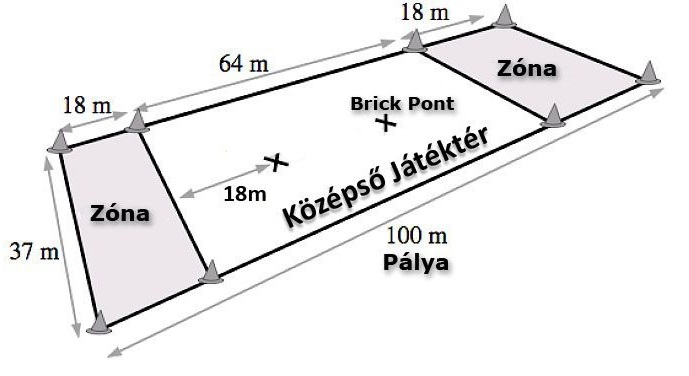
Az USA-ban elfogadott szabvány pálya

A játékhoz használt pálya téglalap alakú, szélessége körülbelül egy futballpálya szélességének a felével egyezik meg. A pálya két végén egy-egy célterület, úgynevezett zóna található. A csapatok célja pontot szerezni azáltal, hogy az egyik játékosa bedobja a korongot a támadott zónába, és ott egy csapattársa elkapja azt. A dobójátékos nem futhat a koronggal, de azt bármelyik irányba bármelyik csapattársának passzolhatja. Minden olyan esetben, amikor sikertelen a passz, az ellenfélhez kerül a korong, és vele az ellentétes oldalon található zóna támadásának joga. A játékosok fizikai érintkezése nincs megengedve. A mérkőzés általában a 17. pont megszerzéséig tart, és körülbelül 100 perc hosszú. Az ultimate játékvezető nélkül játszott sportág, a játékosok maguk felelősek a tiszta játékért, a szabályok alkalmazásáért, illetve betartásáért. A játék szellemiségeként megfogalmazott viselkedésminta (Spirit of the Game) iránymutatást ad, hogy a játékosoknak hogyan kell alkalmazni a szabályokat, és hogyan vezessék a mérkőzést önmaguk, játékvezető nélkül.
Az ultimate-et az eredeti füves szabadtéri pályán kívül teremben vagy homokos pályán is játsszák, ekkor többnyire az 5-5 ember elleni felállás a jellemző.

## A játék menete
A játék úgy kezdődik, hogy a csapatok felállnak a saját zónájukon belül az ellenféllel szemben (ez ugyanígy van 5v5-ben és 7v7-ben is). A védő csapatnál van ekkor a korong. A csapatok kézfeltartással jelzik, hogy készen állnak a játékra. Ekkor az egyik játékos elvégzi a pullt, vagyis a nyitó dobást (ezzel juttatva a korongot a támadókhoz). Amennyiben a pull pályán kívül leesik, a korongot a rá merőleges pontra fel kell hozni a pálya szélére, innen indulhat a támadás (alapesetben a támadók zónavonaláról indul). Minden marker (védő) "felveszi" a saját emberét (tehát folyamatosan követi a támadó párját, ezzel nehezítve a támadást, de használnak zónavédekezést is, ahol a játékosok nem egy embert fognak, hanem egy területet fognak le.
A pályán vannak különböző posztok, mint pl. kutya, aki mindig a korongos emberhez fut és számol rajta; a fal, akik a pálya közepét fogják le – ebből is van bal, jobb és a közepe; és van meg a hosszú ember aki a hosszú passzokat védi ki). Amennyiben a korong földet ér (a marker lecsapja a támadó dobását vagy a támadó leejti a korongot), a korong a védőkhöz kerül, és ők támadnak, tehát a támadókból lesznek a védők, a védőkből támadók.
A játékot az is nehezíti, hogy ha valamelyik támadóhoz korong kerül, 10 másodperce van a dobást végrehajtani (vagy 8, megegyezés szerint); ezt a marker hangosan számolja, miközben megpróbálja akadályozni a dobást, mikor a korongot eldobja a támadó ember akkor a védekező játékos kiálltja az "up" szót.  A koronggal futni nem szabad, minden lépés (travel) szabálytalan, kivéve a sarkazás. Azaz a dobó egyik lába folyamatosan a talajon van, csak a másikat mozdíthatja el. Ha a lent lévő lábát felemeli, az lépéshibának számít.
Pontot a csapat akkor szerez, ha az ellenfél zónáján belül elkapják a korongot. A pályát határoló vonalak nem részei a pályának, és ha a támadó akár csak az egyik lábával, de érinti a vonalat vagy a vonalon túli területet elkapás közben, outnak számít és érvénytelen. A játék 100 percig vagy 15 pontig tart. Nők és férfiak játszhatják vegyesen (coed) vagy külön csak férfiak (open), ill. csak nők (women).